# Alexander von Suchten
Alexander von Suchten (* um 1520 in Dirschau (Tczew) oder Danzig (Gdańsk); † 7. November 1575 in Linz) war ein zu seiner Zeit berühmter Alchemist, Arzt und Dichter.

## Leben
„Trotz […] vielfältiger Bemühungen ist Suchtens Lebenslauf nach wie vor nur lückenhaft gesichert“. Die Familie des Alexander von Suchten (polnisch meist Zuchta) stammt ursprünglich vom Niederrhein, übersiedelte um 1400 nach Danzig und gewann dort großen Einfluss. Einige wurden Ratsherren und Bürgermeister. Seine Eltern waren Georg von Suchten und Euphemia Schultz. Ein Onkel väterlicherseits, Christoph Suchten, war Sekretär des polnischen Königs Sigismund I., ein Onkel mütterlicherseits, Alexander Schultze (Scultetus), einer der wenigen Freunde von Nicolaus Copernicus, war Domherr zu Frauenburg.
Alexander besuchte nach 1535 das Gymnasium zu Elbing. Im Dezember 1538 erhielt er durch seinen Onkel Alexander Schultze ein Kanonikat in Frauenburg. Als diese Stelle jedoch wenig später für Nicht-Akademiker gesperrt wurde, immatrikulierte er sich am 19. Januar 1541 in Löwen und studierte dort Philosophie und Medizin. Etwa 1545 hielt er sich am Hof Albrechts von Preußen in Königsberg auf, wo seine Dichtung Vandalus (polnische Stammsage über die Königin Wanda) erschien. Zwischen 1549 und 1552 war er als Alchemist bei Ottheinrich von der Pfalz tätig. Von etwa 1554 bis 1557 hielt er sich am polnischen Königshof zu Krakau auf. Anschließend soll er an einer italienischen Universität (vermutlich in Ferrara) den Doktorgrad in Medizin erworben haben. 1563 versuchte er erfolglos, die Stelle eines Leibarztes in Königsberg zu erhalten. Nach 1567 arbeitete er mit dem Straßburger Arzt Michael Toxites im Elsass und am Oberrhein zusammen. Im Herbst 1574 übernahm Alexander von Suchten letztlich die Stelle eines Landschaftsarztes zu Linz in Oberösterreich, wo er dann auch am 7. November 1575 verstarb.
Seine Arbeiten waren stark an Paracelsus angelehnt, wobei er sich ausdrücklich gegen Scharlatanerie – vor allem gegen die Möglichkeit einer Transmutation der Metalle (das Goldmachen) – auf dem Gebiet der Chemie und der Heilkunst wandte.

## Schriften (Auswahl)
- De Secretis Antimonij liber unus. Das ist: Von der grossen heymligkeit des Antimonij die Artzney belangent. Hrsg. von Michael Toxites. Ch. Müllers Erben, Straßburg 1570.
- Zween Tractat, Vom Antimonio. Mömpelgard 1604.
- Antimonii Mysteria Gemina. Leipzig 1604.
- Chymische Schrifften Alle. Hamburg 1680 (enthält auch in ihrer Echtheit umstrittene Texte).